# Eutálio (cartulário)
Eutálio (em latim: Euthalius) foi um oficial bizantino do século VI, ativo sob o imperador Justiniano (r. 527–565). Sabe-se que era cartulário através de seu selo, que foi datado de meados ou final do século. No selo há, no obverso, um monograma cruciforme com seu nome, e no reverso seu título.